# Paul-Hippolyte Arlabosse
Paul-Hippolyte Arlabosse, francoski general, * 1886, † 1970.